# رودخانه ترو گراووال
رودخانه ترو گراووال رودخانه ای در سنت لوسیا است.